# Liste der Monuments historiques in Noyen-sur-Seine
Die Liste der Monuments historiques in Noyen-sur-Seine führt die Monuments historiques in der französischen Gemeinde Noyen-sur-Seine auf.

## Liste der Bauwerke
| Bezeichnung | Beschreibung   | Standort              | Kennzeichnung | Schutzstatus          | Datum               | Bild           |
| ----------- | -------------- | --------------------- | ------------- | --------------------- | ------------------- | -------------- |
| Schloss     | Erbaut ab 1553 | Rue du Château (Lage) | PA00087182    | Classé Inscrit Classé | 1960 1961 2008 2009 | weitere Bilder |

## Liste der Objekte
Zum Verständnis siehe: Kirchenausstattung
- Monuments historiques (Objekte) in Noyen-sur-Seine in der Base Palissy des französischen Kultusministeriums